# Papillion
Papillion è una città degli Stati Uniti d'America, nella contea di Sarpy nello Stato del Nebraska.